# Sandkatt
Sandkatt (Felis margarita) är en liten art i familjen kattdjur som lever i öknarna i Afrika och Asien. Den vilar och får sina ungar i en lya under sanden. Födan utgörs av små ryggradsdjur samt insekter och spindlar. Med hår som täcker känsliga ställen av kroppen mot kyla och hetta är den bra anpassad till livet i öknen.

## Utseende
Denna katt har en sandliknande pälsfärg som utgör ett bra kamouflage i djurets utbredningsområde. Den är gulaktig till gråbrun och svansen har två eller tre mörkbruna ringar. Svansens spets är svart. Halsens framsida och brösten är vit. Med en kroppslängd av 45 till 57 cm, en svanslängd av 28 till 35 cm och en vikt mellan 1 500 och 3 500 gram är sandkatten betydligt mindre än vildkatten. Mankhöjden är 25 till 30 cm. Kattens stora öron har långa hår som förhindrar att sand hamnar i örats inre. En rödaktig till orange remsa går från de stora ögonen över kinderna. Kattens päls är vanligtvis medellång och skyddar både för heta och kalla temperaturer. Pälsens längd ökar i kalla regioner vanligen före vintern. Kännetecknande är hår mellan tårna som även täcker fotsulan och som skyddar mot den heta sanden. Klorna är något böjda och delvis indragbara.

## Utbredning och systematik
Wilson & Reeder (2005) skiljer mellan 6 underarter:
- Felis margarita margarita - förekommer i Sahara
- Felis margarita airensis
- Felis margarita harrisoni, Arabiska halvön
- Felis margarita meinertzhageni
- Felis margarita scheffeli, Pakistan
- Felis margarita thinobia, Iran

Vissa forskare, exempelvis Theodor Haltenorth (1910-1981) och Paul Leyhausen (1916-1998), betraktade den asiatiska underarten Felis margarita thinobia på grund av skillnader i skallens uppbyggnad som en egen art, Felis thinobia. De asiatiska och afrikanska sandkatterna ska ha uppkommit genom konvergent evolution. Andra forskare hävdar att alla sandkatter har samma förfäder.

## Ekologi
Sandkatten förekommer i sand- och stenöknar, i dessa områden som är för torra för vildkatten, särskilt i regioner med sanddyner. I utbredningsområdet stiger temperaturen ibland upp till 40 °C och sanden kan vara 80 °C het. Temperaturer av -25 °C på vintern är inte heller ovanliga. Arten når i sandöknen en hastighet upp till 40 km/h över cirka 400 meter.
Sandkattens beteende vid jakten är beroende på bytesdjurens beteende. Vanligen jagar katten mellan skymningen och gryningen. Är de flesta bytesdjuren dagaktiva kan sandkatten anpassa sig. Under de heta timmarna av dagen sover de i självgrävda lyor eller i skuggan av en buske. Ofta vandrar katten 5 till 10 km under födosöket. När regionen är täckt av snö stannar sandkatten ibland flera dagar i lyan.
Lyan grävs ofta själv men kan även övertas av rävar, jordpiggsvin eller ökenråttor. Den är 1,5 till 3 meter lång och består av en enda tunnel med sin lägsta punkt cirka 60 cm under markytan. Gångens diameter är ungefär 15 cm.
Sandkatter lever i revir med en storlek på 15 till 20 kvadratkilometer. Dessa territorier överlappar varandra. Troligen kommunicerar sandkatter med hjälp av körtelvätska som lämnas på växtligheten men ytterligare forskning behövs.
De sluter ögonen när det riktas ljus på dem och gömmer sina exkrementer under sanden. På så sätt är det mycket svårt att upptäcka dem. Deras förmåga att hoppa och klättra är inte särskilt bra utvecklade. Däremot kan de gräva mycket bra.
Naturliga fiender är schakaler, ugglor och ormar.

### Födosök
Som de flesta kattdjur har de bra hörsel, lukt- och synförmåga. Sandkatter hör till och med byten som befinner sig under sanden. Vanligtvis gräver de sig fram till bytesdjuret. Med sitt kamouflage kan de gömma sig bakom låga och ojämna markstrukturer. Deras föda utgörs av små gnagare, fåglar, reptiler, insekter och spindlar. Då och då jagar de även ormar som de förvirrar med ett slag på huvudet innan katten biter i ormens nacke. Individer i fångenskap åt cirka 250 gram föda per dag. Ibland äter de även ägg.
Sitt behov av vätskor täcker katten huvudsakligen med födan men den dricker när tillfället finns.

### Fortplantning

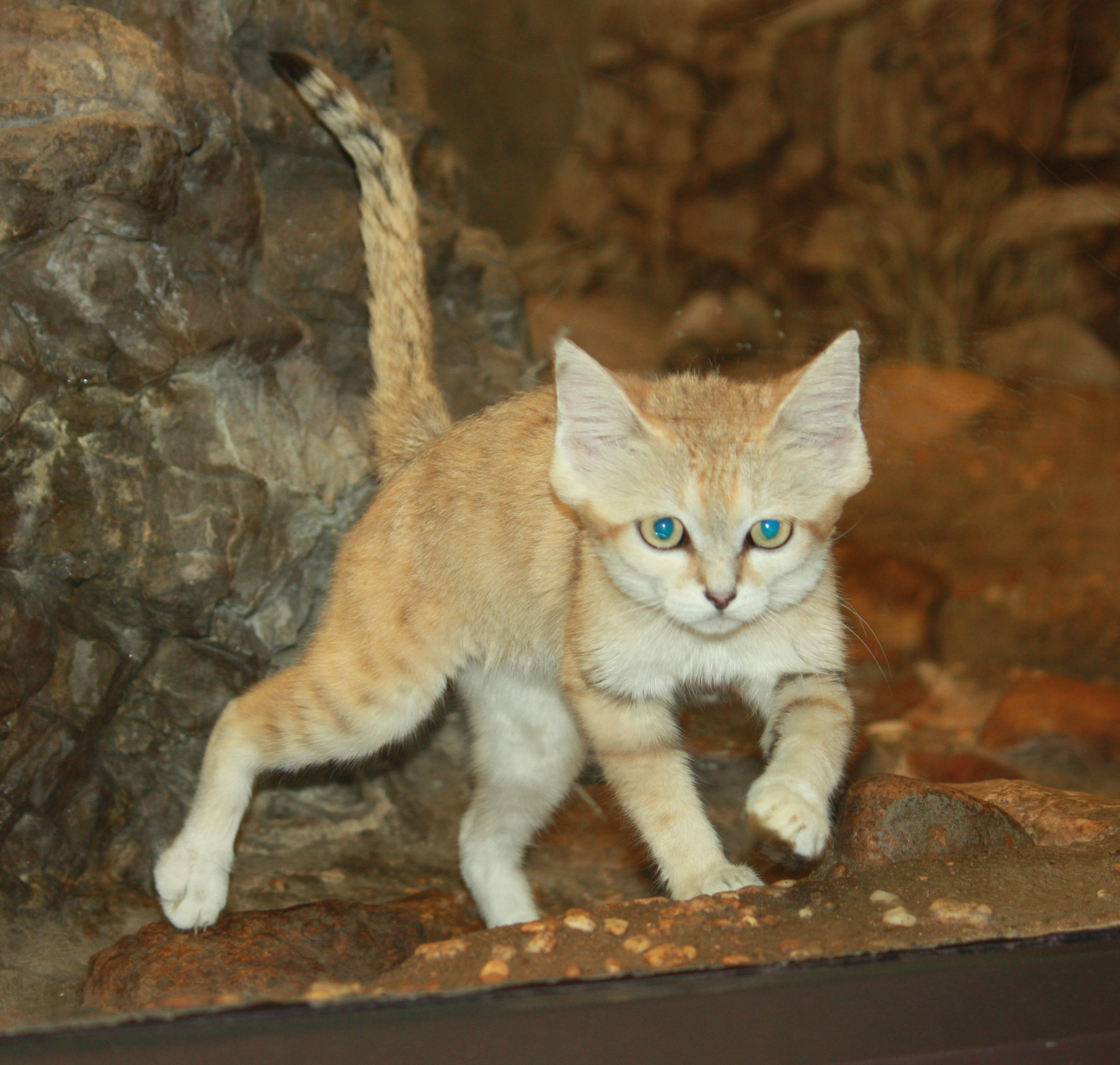
Ungdjur

När honan är parningsberedd markerar hon tydligt fler ställen med körtelvätska än under andra tider. Hannen biter i honans nacke vid parningen. Födslar sker i norra delar av utbredningsområdet mellan april och maj samt i sydliga delar även i oktober.
Efter dräktigheten som varar i 59 till 67 dagar föder honan tre till fem ungar. Den största kullen som iakttogs omfattade åtta ungdjur men vanligen föds två till fem ungar. Ungarna väger vid födelsen 39 till 80 gram och ökar dagligen cirka 12 gram i vikt. Efter cirka två veckor öppnar de ögonen för första gången och efter tre veckor kan de gå. Fast näring upptar de med fem veckors ålder. Fram tills ungarna är 6 till 8 månader gamla är de ihop med modern och blir introducerad i konsten att jaga. Efter 9 till 13 månader är unga sandkatter könsmogna.
Medellivslängden i naturen ligger vid 8 till 10 år. Den äldsta individen blev 13 år gammal.

## Sandkatt och människan

### Hot och status
Sandkatten hotas främst av habitatförstörelse när ökenområden får bevattning och används som jordbruksmark. Artens byten föredrar en viss vegetation och när den ändras finns inga byten kvar. Även införda hundar och katter påverkar beståndet. Ibland dödas sandkatten av bönder när den förväxlas med schakaler eller rävar som dödar höns. Före 1970-talet fångades många individer i Pakistan som flyttades till djurparker. Denna fångst påverkade beståndet negativt och idag är arten i Pakistan skyddad enligt lag. I djurparker utanför artens vanliga klimatzon är katten ofta känslig mot det kalla och fuktiga vädret. De flesta individer i dessa regioner dog redan ett år efter fångandet.
I islamiska berättelser beskrivs sandkatten som en följeslagare till Muhammed och hans dotter och därför jagas djuret inte av muslimer. Däremot jagas katten i mindre mått av andra folkgrupper, huvudsakligen för nöjes skull. Några individer blir fångade för att sälja dem som tamkatter. Det finns även spekulationer om att många sandkatter miste livet under Gulfkriget.
IUCN uppskattar beståndet till mindre än 10 000 vuxna individer och listar arten som livskraftig (LC).

### Upptäcktshistoria
Den franske naturforskaren Victor Loche (1806-1863) var 1855/56 medlem av en expedition till provinsen Ouargla i norra Sahara. Under expeditionen upptäckte han katten och identifierade den som dittills okänd. Expeditionens ledare var den franske generalen Captiane Jean-Auguste Margueritte (1823–1870). För att hedra generalen fick sandkatten det vetenskapliga namnet Felis margarita. 1926 upptäcktes ett kattdjur i Turkmenistan och den ryska zoologen Sergej Ivanovich Ognev antog att det var en ny art men senare kom fram att det bara var en annan population av sandkatten.
Tidvis antogs att perserkatten avlades fram från sandkatten men teorin fick ingen bekräftelse.